# Coleophora adspersella
Coleophora adspersella — вид лускокрилих комах родини чохликових молей (Coleophoridae).

## Поширення
Вид поширений майже по всій Європі, за винятком Піренейського півострова, Швейцарії та Словенії. Присутній у фауні України. Трапляється також у Китаї.

## Опис
Розмах крил 13-16 мм. Голова коричнева. Тіло сіро-коричневе. Кожен сегмент живота має парні плями з крихітних колючок, які проглядаються через лусочки. Крила світло-коричневого або сірого кольору. У стані спокою передня частина тіла припіднята, крила складені поверх тіла. Задні краї крил загострені та видовжені, виступають за межі тіла.

## Спосіб життя
Метелики літають з кінця червня по серпень. Активні вночі. Існує одне покоління у рік. Гусінь з'являється у серпні. Вона живе у середині насіння лутиги або лободи, яким харчується. Зимує у корпусі з'їденого, вже порожнього насіння.